# Matteo Grassotto
Matteo Grassotto (Asolo, 14 de março de 1980) é um piloto italiano de automobilismo. 
Teve uma passagem pela extinta Fórmula 3000, já em seu último ano de existência, pela equipe Durango. Ele também correu na Fórmula Renault e na Fórmula 3.
Em sua passagem pela F-3000, Grassotto marcou apenas um ponto.